# 我的點歌本
《我的點歌本》（日语：*/?）是日本女歌手JUJU的翻唱專輯，也是點歌本系列的第四張翻唱專輯，於2020年10月21日發行。

## 概述
距離前一張專輯《YOUR STORY》約半年的新專輯，與上一張翻唱專輯《JUJU小酒館 ～夜晚的點歌本～》則相隔約4年。
與過往的翻唱專輯系列不同，這次所有收錄歌曲原唱者全為男性歌手，歌曲的隱藏共同主題為「男人的眼淚」。
專輯的發行契機為2019冠狀病毒病疫情的影響，使原本預訂的巡迴演唱會延期舉行，讓JUJU思考該以怎樣的形式與歌迷聯繫，最終認為這是個推出翻唱專輯的時機。
粉絲俱樂部限定預約版本收錄演唱會「JUJU LIVE TOUR 2011 ～YOU～」復刻影像，分CD+DVD以及CD+藍光版本發行。
〈奏／LA·LA·LA LOVE SONG〉作為專輯的先行單曲於2020年9月30日發行，JUJU亦在2020年10月10日舉行一日限定演出「JUJU苑Special『我的點歌本』」，以及於2021年3月至7月展開巡迴演唱會「JUJU HALL TOUR 2021 JUJU苑 『我的點歌本』」以宣傳專輯。

## 歌曲列表
| 曲序     | 曲目                           |              | 作曲         | 製作人   | 原唱         | 时长  |
| -------- | ------------------------------ | ------------ | ------------ | -------- | ------------ | ----- |
| 1.       | 奏                             | 無限開關     | 無限開關     | 松浦晃久 | 無限開關     | 4:38  |
| 2.       | One more time, One more chance | 山崎將義     | 山崎將義     | 島田昌典 | 山崎將義     | 5:27  |
| 3.       | Kurumi（）                     | 櫻井和壽     | 櫻井和壽     | 龜田誠治 | Mr.Children  | 5:06  |
| 4.       | LA·LA·LA LOVE SONG             | 久保田利伸   | 久保田利伸   | UTA      | 久保田利伸   | 4:40  |
| 5.       | 最後的雨（）                   | 夏目純       | 都志見隆     | 川口大輔 | 中西保志     | 4:41  |
| 6.       | even if                        | 平井堅       | 平井堅       | 富田惠一 | 平井堅       | 5:45  |
| 7.       | Aliens（）                     | 堀込泰行     | 堀込泰行     | Kan Sano | KIRINJI      | 5:57  |
| 8.       | AI（）                         | 秦基博       | 秦基博       | 本間昭光 | 秦基博       | 5:36  |
| 9.       | BELOVED                        | TAKURO       | TAKURO       | 松浦晃久 | GLAY         | 4:58  |
| 10.      | 信（）                         | 山内總一郎   | 山内總一郎   | 松浦晃久 | 富士纖維樂團 | 6:03  |
| 11.      | 小情歌（）                     | 上江洌清作   | MONGOL800    | 松浦晃久 | MONGOL800    | 6:03  |
| 12.      | 笑就好（）                     | Tortoise松本 | Tortoise松本 | 松浦晃久 | Ulfuls       | 5:22  |
| 13.      | Ya Ya (難忘的時代)（）         | 桑田佳祐     | 桑田佳祐     | 武部聰志 | 南方之星     | 3:56  |
| 14.      | 無法言喻（）                   | 小田和正     | 小田和正     | 松浦晃久 | Off Course   | 5:08  |
| 总时长： | 总时长：                       | 总时长：     | 总时长：     | 总时长： | 总时长：     | 73:24 |

## 銷售榜單
| 週榜單（2020年）             | 最高 位置 |
| ---------------------------- | --------- |
| 日本（《告示牌》熱門專輯榜） | 5         |
| 日本（《告示牌》專輯銷售榜） | 6         |
| 日本（《告示牌》專輯下載榜） | 1         |
| 日本（Oricon公信榜）         | 7         |
| 日本（Oricon公信榜下載榜）   | 1         |
| 日本（Oricon公信榜合計榜）   | 6         |

| 年榜單（2020年）             | 位置 |
| ---------------------------- | ---- |
| 日本（《告示牌》熱門專輯榜） | 57   |
| 日本（《告示牌》專輯銷售榜） | 64   |
| 日本（《告示牌》專輯下載榜   | 32   |
| 日本（Oricon公信榜）         | 59   |
| 日本（Oricon公信榜下載榜）   | 28   |
| 日本（Oricon公信榜合計榜）   | 69   |

## 資料來源
1. 1 2  . ACTIS. 2020-12-20  [2021-04-15]. （原始内容存档于2021-04-18） （日语）.
2. ↑  . Sony Music.   [2021-04-15]. （原始内容存档于2021-04-16） （日语）.
3. ↑  . Billboard JAPAN. 2020-10-28  [2021-04-15]. （原始内容存档于2021-06-04） （日语）.
4. ↑  . Billboard JAPAN. 2020-10-28  [2021-04-15]. （原始内容存档于2021-04-16） （日语）.
5. ↑  . Billboard JAPAN. 2020-10-28  [2021-04-15]. （原始内容存档于2021-06-05） （日语）.
6. ↑  . Oricon. 2020-10-28  [2021-04-15]. （原始内容存档于2020-10-28） （日语）.
7. ↑  . Oricon. 2020-10-28  [2021-04-15]. （原始内容存档于2020-10-28） （日语）.
8. ↑  . Oricon. 2020-10-28  [2021-04-15]. （原始内容存档于2020-10-28） （日语）.
9. ↑  . Billboard JAPAN. 2020-12-04  [2021-04-15]. （原始内容存档于2020-12-04） （日语）.
10. ↑  . Billboard JAPAN. 2020-12-04  [2021-04-15]. （原始内容存档于2020-12-04） （日语）.
11. ↑  . Billboard JAPAN. 2020-12-04  [2021-04-15]. （原始内容存档于2020-12-04） （日语）.
12. ↑  . Oricon. 2020-12-25  [2021-04-15]. （原始内容存档于2020-12-25） （日语）.
13. 1 2  . Oricon.   [2021-04-15]. （原始内容存档于2011-07-16） （日语）.

## 外部連結
- JUJU《點歌本》系列第四作特設網站 （页面存档备份，存于）（日語）